# Mario Balotelli
Mario Barwuah Balotelli, més conegut com a Mario Balotelli, (Palerm, 12 d'agost de 1990) és un futbolista professional italià d'origen ghanès que juga de davanter.

## Biografia
Balotelli és fill d'immigrants de Ghana, Thomas i Rose Barwuah. La família es va traslladar a Bagnolo Mella a la província de Brescia, Llombardia poc després del seu naixement. El 1993, a l'edat de tres anys, la família Barwuah el va donar en adopció a la família Balotelli i una vegada formalitzada pel Tribunal de Brescia, va viure a Concesio, un petit poble pròxim a Brescia, a la Llombardia. Balotelli més tard va acusar els seus pares biològics de la "caça de glòria", afirmant que només el volien de tornada quan es fera famós. D'acord amb la llei 91 del 5 de febrer del 1992, Mario havia d'esperar fins que tingués 18 anys per demanar la nacionalitat italiana i decidir quina era la ciutadania que preferia. La nacionalitat italiana la rebé oficialment el 13 d'agost de 2008.

## Trajectòria professional

### Clubs
A les categories inferiors de l'AC Lumezzane va aconseguir demostrar la seva facilitat golejadora, marcant més d'un gol per partit. Aquest fet li va permetre debutar amb el primer equip del Lumezzane de la Serie C1 amb només quinze anys.
Aquestes actuacions, i donat la seva edat, va provocar que gran equips europeus s'interessesin per ell, com l'ACF Fiorentina, el Manchester United FC o el FC Barcelona; encara que finalment va recaure a l'Inter de Milà el 31 d'agost de 2006 signant el contracte més gran permès per a un jugador juvenil.
Fins al 12 de març de 2007, Balotelli havia marcat dinou gols en divuit partits amb l'equip juvenil de l'Inter de Milà, rebent elogis dels dirigents del club neroazzurro, entre ells el president Massimo Moratti. El 16 d'agost de 2007 debutà amb el primer equip a la Sèrie A, substituint a David Suazo a la victòria per 2-0 al Cagliari Calcio. Tres dies més tard va esdevenir titular a la Copa d'Itàlia, aconseguint dos dels quatre gols que marcà l'equip milanès a la Reggina.
El 30 de gener de 2008 va aconseguir dos gols als quarts de final de la Copa, derrotant a la Juventus FC per 3-2, marcant el primer gol a la Sèrie A el 6 d'abril davant l'Atalanta.
Abans de l'inici de la temporada 2008-2009 Balotelli va signar un contracte per tres anys amb l'Inter. El novembre de 2008, va marcar el seu primer gol a la Lliga de Campions, contra el xipriota Anorthosis Famagusta FC, convertint-se en el jugador més jove a marcar amb l'Inter al Lliga de Campions. Als 18 anys i 85 dies va batre el rècord anterior establert per Obafemi Martins, als 18 anys i 145 dies.
El 2010 va ser guardonat amb el Premi Golden Boy, que és atorgat al millor futbolista mundial menor de 21 anys.

### Internacional
A causa dels problemes legals, Balotelli no va poder atendre les crides de les seleccions italianes sub-15 i sub-17. El 7 d'agost de 2007, cinc dies abans del seu disset aniversari, va rebre la trucada de Claude Le Roy, mànager de la selecció de futbol de Ghana, per a un amistós contra el Senegal, però va declinar l'oferta, al·legant la seva disposició de jugar amb la selecció italiana quan estigui disponible legalment. Des del 2008 juga amb la selecció sub-21 d'Itàlia.

## Palmarès

### Juvenil
- Campionato Primavera

Inter de Milà: 2006-2007
- Torneo di Viareggio

Inter de Milà: 2008

### Professional
- Sèrie A

Inter de Milà: 2007-08, 2008-09, 2009-10
- Supercopa italiana

Inter de Milà: 2008
- Copa italiana

Inter de Milà: 2010
- Lliga de Campions

Inter de Milà: 2009-10

### Individual
- Màxim golejador de la Coppa Italia:

Inter de Milà: 2007-08 (4 gols, empatat amb Iaquinta i Cruz)

## Polèmica
El jugador ha admès públicament que és fan de l'AC Milan i que aquest va ser el club que va seguir des que era un nen però que per coses de la vida va finalitzar en l'acèrrim rival de l'entitat rossonera, l'Inter de Milà. Últimament ha llançat algunes fletxes que justifiquen això, ja que en una roda de premsa va dir: "Si penso en Milà, el primer que se m'acut és l'AC Milan", sembrant certa polèmica entre el jugador i el club en què desenvolupa la seva carrera com a futbolista professional.
Més tard fou enxampat a la botiga oficial de l'AC Milan. Balotelli es va excusar dient que buscava vídeos del seu ídol Marco van Basten, però unes fotos mostraven el jugador provant-se l'elàstica de l'AC Milan. Arran de la tensa situació recent, Balotelli va emetre un comunicat de disculpa des del web oficial de l'Inter, que diu: 
Ho sento per la situació que s'ha creat recentment. Jo sóc la primera persona que ha patit perquè adoro el futbol i vull jugar, i ara estic esperant en silenci perquè jo pugui tornar a ser útil al meu equip. Vull deixar el passat darrere de mi, mirar cap al futur i concentrar-se en els compromisos futurs, i seré llest. Després del partit de semifinals de la Champions League 09/10 davant el FC Barcelona, enfadat per les crítiques des de la grada, al final del partit va llançar la samarreta a terra, acte criticat posteriorment pel seu entrenador i companys.